# 馬博拉斯山
馬博拉斯山（布農語： 或 [Ulamun] 错误：{{Lang}}：无效参数：|link=（帮助）），是台灣中央山脈核心部的著名高山，標高3,785公尺，位於南投縣信義鄉東埔村，山頂離花蓮縣卓溪鄉立山村邊界西北方約300公尺處，位在玉山國家公園園區內，為台灣百岳排名第7，「十峻」之一，中央山脈第二高峰，台灣第四高山，僅次於玉山、雪山、秀姑巒山。
山名「馬博拉斯」，是漢譯於台灣的日本時期，在測繪地圖時，所誤植的日語日文之山名「 Maborasu-zan」 （页面存档备份，存于）。此日語日文的山名，源自布農語：。據鹿野忠雄的記錄，此山，在布農語中，為「烏拉孟山（Ulamun）」，而布農語的「馬胡達斯山（Mahudas）」，則是指後來，至今的「秀姑巒山」。可是，因為在日語日文的高山記錄中，有著以片假名，標示為「 (Uramon)山」的台灣高山，所以，跟布農語，相似音的日語日文之「裏門山」（日语：／ Uramon）（在馬博拉斯的東北方之十多公里處的「丹大東郡橫斷」中），後來，便造成了混淆。